# 신송홀딩스
신송홀딩스(SingSong Holdings Co., Ltd.)는 대한민국의 간장, 된장 등을 만드는 신송그룹의 순수 지주 회사이다.
 본사는 서울시 영등포구 여의나루로 53-1에 위치해 있으며 대표이사는 조승현이다. 자회사로 신송식품을 가지고 있다 자회사인 신송식품은 장류, 참기름 등의 제품 생산ㆍ판매한다.

## 역사
2009년 신송산업과 신송식품을 각각 물적 분할하여 지주 회사와 사업 회사로 만들고 2010년 신송산업홀딩스와 신송식품홀딩스를 합병하면서 설립되었다

## 같이 보기
- 신송식품

## 참고문헌
1. ↑  류은혁, 신송홀딩스, 치솟는 곡물값에 '상한가', 한국경제, 2022.06.15
2. ↑  권태성, 신송홀딩스, 금값된 천일염…국내 최대 생산 신안 천일염 판매 기대감에 강세, 이투데이, 2023-06-09
3. ↑  [09073155Singsong(131209).pdf 이상헌, HI Research Center 기업브리프-신송홀딩스, 2013-12-09]